# Mercedes-AMG SL
La Mercedes-AMG SL (chiamata anche con la sigla R232) rappresenta l’ottava generazione della Classe SL, un'autovettura di tipo roadster prodotta dalla casa automobilistica tedesca Mercedes-Benz dal 2021, in collaborazione col marchio sportivo AMG.

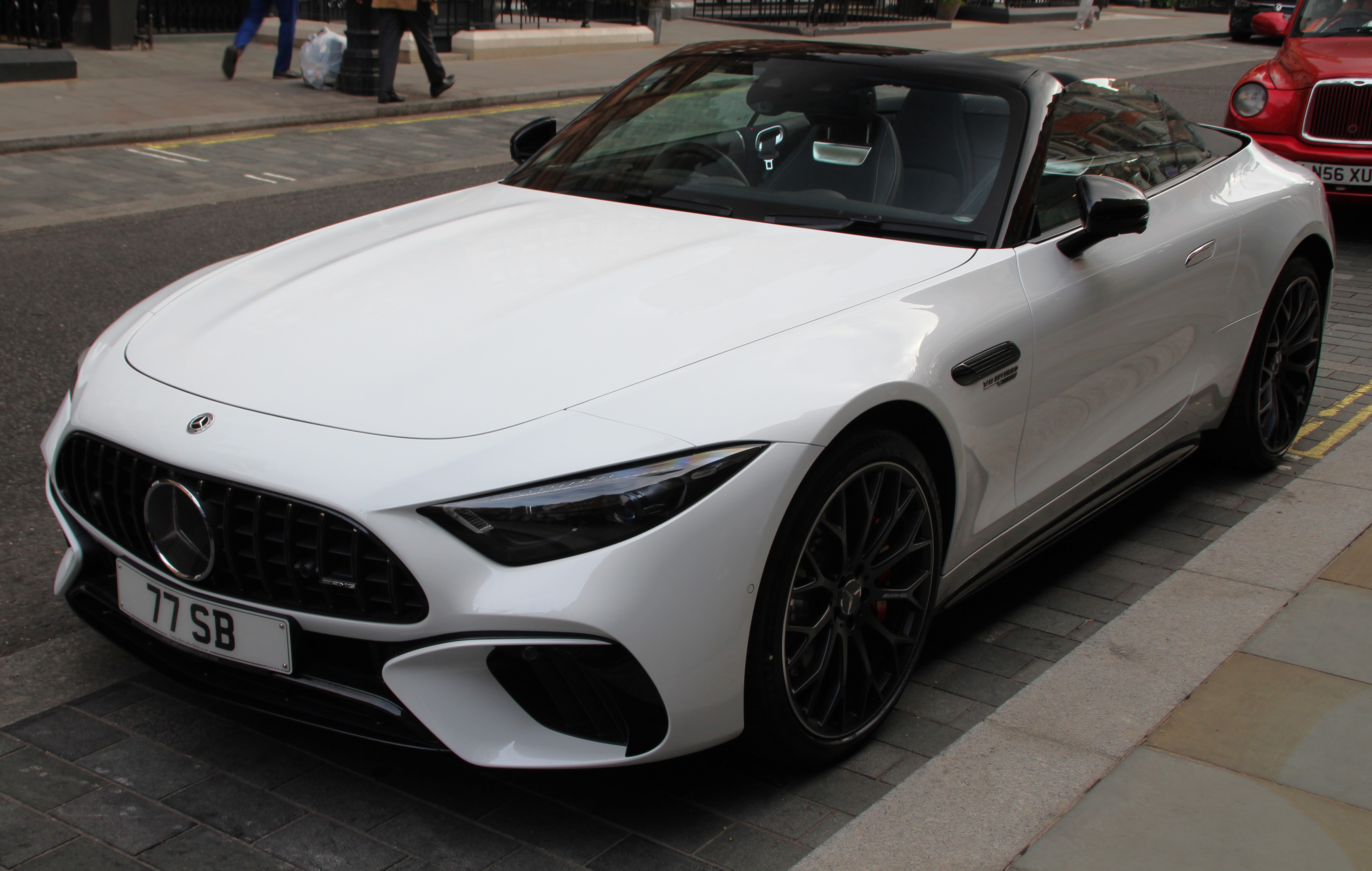
Mercedes-AMG SL 55

## Descrizione

### Debutto

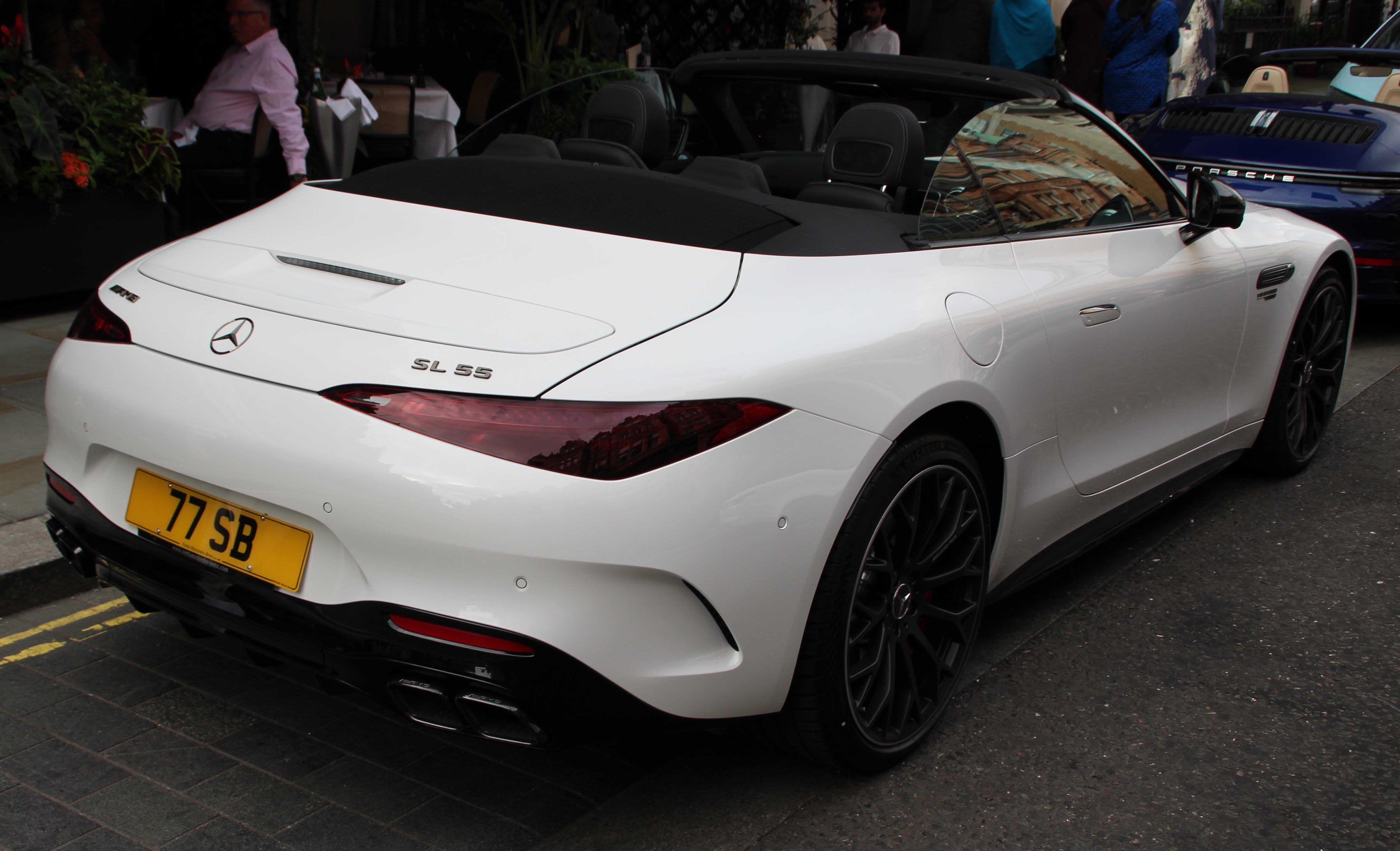
Retro con tetto chiuso

Commercializzata con il marchio Mercedes-AMG, è stata presentata ufficialmente attraverso un evento stampa il 28 ottobre 2021, dopo che erano già stati svelati in anteprima gli interni il 14 luglio 2021. L'R232 non è più venduto con il marchio Mercedes-Benz, in quanto la vettura è stata sviluppata dalla divisione Mercedes-AMG e va a sostituire direttamente la Mercedes-AMG GT Roadster.

### Struttura e meccanica
La vettura è dotata di diverse soluzioni tecniche che si discostano dalle precedenti generazioni della Classe SL. Il primo tra questi è il passaggio dall'hard-top ripiegabile con sistema idraulico a un tetto rivestito in tessuto mosso da motori elettrici, che consente di risparmiare 21 kg e abbassare il baricentro per una migliore la maneggevolezza di guida. Per la prima volta sulla SL, la vettura è dotata di un sistema di trazione integrale permanente denominato AMG Performance 4MATIC+, dotato anche di asse posteriore sterzante che funziona muovendo le ruote posteriori in controfase fino a 100 km/h e nelle stessa direzione di quelle anteriori oltre tale velocità. La trasmissione è affidata ad un cambio Mercedes-AMG Speedshift MCT 9G automatico a 9 marce. Inoltre sono presenti uno spoiler posteriore ad apertura e chiusura automatica che, insieme ad altri elementi aerodinamici, riducono il coefficiente di resistenza a 0,31.
Al lancio, l'unica motorizzazione disponibile è un motore V8 dotato di doppia sovralimentazione mediante biturbo da 4.0 litri con due diversi livelli di potenza: SL 55 4MATIC+ e SL 63 4MATIC+.
La piattaforma dell'auto è realizzata attraverso una struttura monoscocca multimateriale in alluminio, acciaio, magnesio e materiali compositi dal peso di 270 kg, completamente nuova e sviluppata dalla divisione AMG, che garantisce una rigidità torsionale al veicolo significativamente maggiore e la cui ingegnerizzazione è durata circa 3 anni. La rigidità trasversale e la rigidità longitudinale sono superiori rispettivamente del 50% e del 40%, in confronto con la piattaforma della AMG GT Roadster.

### Design e interni
Su questa generazione viene reintrodotta la configurazione di sedili 2+2, dove i sedili posteriori possono ospitare solo passeggeri la cui altezza è inferiore a 1,5 metri. Il cruscotto è costituito da un quadro strumenti digitale da 12,3 pollici ed è presente un pannello touchscreen da 11,9 pollici al centro della plancia. Il quadro strumenti è posizionato all'interno di una palpebra in modo da ridurre i riflessi e migliorarne la visibilità anche quando il tetto è abbassato. Al pannello touchscreen al centro della console centrale, può essere variata l'inclinazione elettronicamente in maniera tale da migliorarne la visibilità.

## Evoluzione
Il 18 maggio 2022 viene presentata una versione entry level chiamata SL 43, alimentata da un motore M139 derivato dalla Classe A 45 AMG, turbo elettrificato com sistema ibrido leggero (EQ Boost) a 4 cilindri in linea da 2,0 litri con 280 kW (381 CV) e 480 Nm, coadiuvato da un piccolo motore elettrico da 10 kW (14 CV).

## Motorizzazioni
| Modello                       | Produzione       | Motore                                       | Cilindrata       | Potenza                                                 | Coppia                                         | 0–100 km/h       | Velocità massima | Consumi            |
| Motori a benzina              | Motori a benzina | Motori a benzina                             | Motori a benzina | Motori a benzina                                        | Motori a benzina                               | Motori a benzina | Motori a benzina | Motori a benzina   |
| ----------------------------- | ---------------- | -------------------------------------------- | ---------------- | ------------------------------------------------------- | ---------------------------------------------- | ---------------- | ---------------- | ------------------ |
| SL 43                         | 2022-            | M139 4 cilindri in linea Turbo elettrificato | 1991 cm³         | 280 kW (381 CV) 5500-6500 giri/min                      | 480 Nm a 2250-4500 giri/min                    | 4,9 secondi      | 275 km/h         | 8,9 l/100 km       |
| SL 55 4MATIC+*                | 2022-            | M177 DE40 LA V8 biturbo                      | 3982 cm³         | 350 kW (476 CV) a 5500-6500 giri/min                    | 700 Nm a 2250-4500 giri/min                    | 3,9 secondi      | 295 km/h         | 11,8-12,7 l/100 km |
| Mercedes-Maybach SL 580       | 2025-            | M177 DE40 LA V8 biturbo                      | 3982 cm³         | 350 kW (476 CV) 5500-6500 giri/min                      | 700 Nm a 2250-4500 giri/min                    |                  |                  | 11,8-12,7 l/100 km |
| SL 63 4MATIC+                 | 2022-            | M177 DE40 LA V8 biturbo                      | 3982 cm³         | 430 kW (585 CV) a 5500-6500 giri/min                    | 800 Nm a 2500-5000 giri/min                    | 3,6 secondi      | 315 km/h         | 12,9 l/100 km      |
| Mercedes-Maybach SL 680       | 2025-            | M177 DE40 LA V8 biturbo                      | 3982 cm³         | 430 kW (585 CV) 5500-6500 giri/min                      | 800 Nm a 2250-5000 giri/min                    | 4,1 secondi      | 260 km/h         | 13,6 l/100 km      |
| SL 63 S E Performance 4MATIC+ | 2024-            | M177 DE40 LA V8 biturbo + motore elettrico   | 3982 cm³         | 450 kW (612 CV) a 5500-6500 giri/min + 204 cv elettrici | 800 Nm a 2500-5000 giri/min + 620 Nm elettrici | 2,9 secondi      | 317 km/h         | 7,7 l/100 km       |

- Versione non importata in Italia.

### Versione Maybach

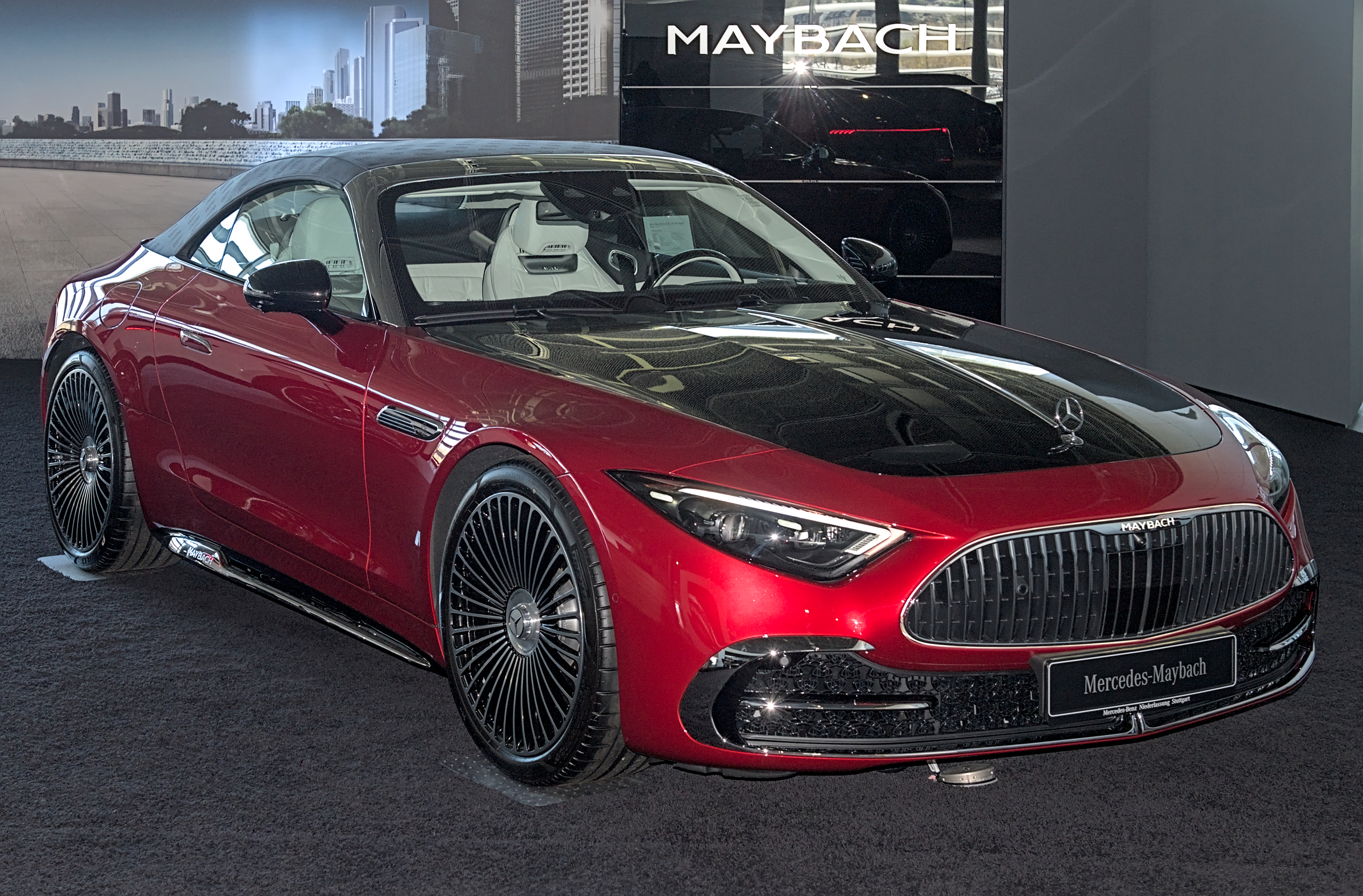
Il frontale della SL Maybach

La Mercedes SL a metà del 2025 ha avuto la versione speciale Maybach in versione lussuosa caratterizzata dal non avere il logo grande nella mascherina.